# Giuseppe Vari
Giuseppe Vari (Segni, 9 marzo 1924 – Roma, 1º ottobre 1993) è stato un regista e montatore italiano.

## Biografia
Attivo nel mondo del cinema dagli anni cinquanta agli ottanta, ha diretto oltre 20 pellicole, lavorando inoltre come sceneggiatore e montatore.
Fra gli pseudonimi da lui usati Joseph Green, Al Pisani, Walter Pisani e Joseph Warren.

## Filmografia

### Regista
- Infame accusa (1953)
- Mamma, perdonami! (1953)
- Due lacrime (1954)
- Vendicata! (1956)
- Addio sogni di gloria (1957)
- Il ricatto di un padre (1957)
- Giovane canaglia (1958)
- Spavaldi e innamorati (1959)
- La vendetta dei barbari (1960)
- I normanni (1962)
- Canzoni in... bikini (1963)
- 2 mattacchioni al Moulin Rouge (1964)
- Roma contro Roma (1964)
- Degueyo (1966)
- Un poker di pistole (1967)
- Con lui cavalca la morte (1967)
- L'ultimo killer (1967)
- Un buco in fronte (1968)
- Un posto all'inferno (1969)
- Prega il morto e ammazza il vivo (1971)
- Il tredicesimo è sempre Giuda (1971)
- Terza ipotesi su un caso di perfetta strategia criminale (1972)
- Beffe, licenzie et amori del Decamerone segreto (1972)
- La padrina (1973)
- Metti... che ti rompo il muso (1973)
- Il lupo dei mari (1975)
- Suor Emanuelle (1977)
- Ritornano quelli della calibro 38 (1977)
- Urban Warriors (1987)

### Sceneggiatore
- L'attico, regia di Gianni Puccini (1962)

### Montatore
- Il vento m'ha cantato una canzone, regia di Camillo Mastrocinque (1947)
- Accidenti alla guerra!..., regia di Giorgio Simonelli (1948)
- Amori e veleni, regia di Giorgio Simonelli (1950)
- La bisarca, regia di Giorgio Simonelli (1950)
- I sette nani alla riscossa, regia di Paolo W. Tamburella (1951)
- Piume al vento, regia di Ugo Amadoro (1951)
- La peccatrice dell'isola, regia di Sergio Corbucci (1952)
- Il bidone, regia di Federico Fellini (1955)
- La rimpatriata, regia di Damiano Damiani (1963)
- Quella dannata pattuglia, regia di Roberto Bianchi Montero (1969)

## Influenza culturale
Il nome del regista viene affidato ad uno dei personaggi del film Hammerhead di Enzo G. Castellari.